# Plandište
Plandište (v srbské cyrilici Пландиште, maďarsky Zichyfalva, německy Zichydorf) je obec ve východní části srbské Vojvodiny (jižní Banát), poblíž Vršace. Patří k malým sídlům; v roce 2011 mělo 3 825 obyvatel. Administrativně je součástí Jihobanátského okruhu.
Obyvatelstvo obce je převážně srbské národnosti, existuje zde i makedonská menšina. Několik procent obyvatel je také maďarské národnosti.
V roce 2013 byl v Plandišti budován první park větrných elektráren na území Srbska.